# Ulla Gudmundson
Perols Ulla Birgitta Gudmundson (i folkbokföringen Gudmundsson), född 23 mars 1949 i Brännkyrka församling i Stockholms stad, är en svensk diplomat, skribent, författare och föreläsare.

## Biografi
Gudmundson avlade filosofie kandidat-examen i statskunskap och engelska vid Uppsala universitet 1972, varpå hon avlade socionomexamen vid Socialhögskolan i Stockholm 1976. Hon var kansliråd och europakorrespondent vid Utrikesdepartementet 1993–1995, minister vid svenska ambassaden i Bryssel 1995–1999, generalsekreterare för Centralförbundet Folk och Försvar 2000–2001 och chef för Analysfunktionen vid Utrikesdepartementet 2004–2007. Gudmundson var ambassadör vid Heliga stolen och i Valletta 2008–2013. Sedan dess verkar hon som föreläsare och skribent.
Ulla Gudmundson invaldes som ledamot av Kungliga Krigsvetenskapsakademien 2001. Hon utträdde ur akademien 2015.